# Poder blando
Poder blando es un término usado en relaciones internacionales para describir la capacidad de un actor político, como por ejemplo un Estado, para incidir en las acciones o intereses de otros actores valiéndose de medios culturales e ideológicos, con el complemento de medios diplomáticos.
El término fue acuñado por el profesor de la Universidad de Harvard Joseph Nye en su libro de 1990 Bound to Lead: The Changing Nature of American Power, que luego desarrollaría en 2004 en Soft Power: The Means to Success in World Politics.
El valor del término en cuanto concepto o teoría política ha sido bastante discutido, a pesar de haber sido ampliamente utilizado como forma de diferenciar el poder sutil de la cultura o de las ideas, frente a formas más coercitivas de ejercer presión, también llamadas poder duro, como por ejemplo la acción militar, o como las presiones y condicionamientos de tipo económico.
Para Nye, el poder es la habilidad para influenciar el comportamiento de otros y obtener los resultados que se desean. Así mismo, en su perspectiva, él nos indica que el  poder blando tiene un enfoque principalmente etnocéntrico, asumiendo que existe una relación directa entre ser atractivo y tener influencia en las relaciones internacionales, lo cual pude ser confuso en cierto punto, esto al asumir que el atractivo cultural automáticamente conduce a una influencia, cuando en realidad las formas de lograrlo son diversas.  Puede ser entendido mediante las diversas formas para lograr esto, como coaccionarlos con tratados; se puede inducir con pagos; atraerlos y cooptarlos para que quieran lo que tú quieres. Además de incorporar a otros para tener objetivos o deseos mediante intereses comunes, se puede recurrir a la coacción o a los incentivos. Esta confusión radica en la creencia sobre que el atractivo por sí solo es suficiente, dejando a un lado a las dinámicas de influencia y que estas pueden requerir una combinación de estrategias culturales, económicas o políticas según el contexto internacional.
Este Poder blando -lograr que otros quieran los resultados que deseas- cooptar a las personas en lugar de coaccionar, puede ser contrastado con poder duro; es el uso de coacción y pagos.
Poder Blando puede ser utilizado por estados pero también por actores en política internacional, como ONG o instituciones internacionales. También es considerado “la segunda cara del poder” que indirectamente permite obtener los resultados deseados.
El poder Blando de un país, de acuerdo a Nye, descansa en tres recursos:
“Cultura (en lugares que son atractivos a otros), valores políticos y políticas exteriores (cuando otros los ven como legítimos y que tienen autoridad moral)
“Una nación puede obtener los resultados que quiere en política mundial porque otros países —admirando sus valores, emulando su ejemplo, aspirando a su nivel de prosperidad y apertura— quieren seguirlo.
En este sentido, también es importante establecer el programa y atraer a otros en política internacional, no solo forzarlos a cambiar por amenazas militares, fuerza o sanciones económicas. Este poder blando —lograr que otros quieran los resultados que tú deseas— coopta a las personas en lugar de coaccionar.
Los recursos del poder blando son activos que producen atracción que a menudo dirige a aquiescencia. Nye afirma que “La seducción siempre es más efectiva que la coacción, y valores como la democracia, derechos humanos y oportunidades individuales son profundamente seductoras”. Angelo Codevilla, observa que con frecuencia un aspecto esencial que se pasa por alto es que diferentes partes de la población son atraídas o repelidas por diferentes factores, ideas, imágenes, prospectos. Poder blando es obstaculizado por políticas, cultura, o valores que repelen en lugar de atraer.
En su libro, Nye discute que el poder blando es un instrumento más complicado para ejercer para los gobiernos por dos razones: muchos de sus recursos vitales están fuera del control de los gobiernos y el poder blando tiende a “trabajar indirectamente formando el entorno para la política, y algunas veces toma años producir los resultados esperados. El libro identifica, tres amplias categorías de poder blando: “cultura”, “valores políticos” y “políticas”.
En “The future of Power” (2011) Nye reitera que el poder blando es descriptivo, en lugar de un concepto normativo. Por lo tanto, el poder blando puede ser manejado por propósitos infames. “Hitler, Stalin y Mao poseían un gran poder blando en los ojos de sus seguidores. No es necesariamente mejor torcer mentes que torcer brazos. Nye también afirma que el poder blando no contradice la teoría realista de RI. “Poder blando no es una forma idealista o liberal, simplemente es una forma de poder, una forma de obtener los resultados esperados”.

## Ejemplo de uso
En el contexto de finales de agosto de 2008 (Juegos Olímpicos en Pekín y Guerra en Osetia del Sur), un articulista analizaba la situación de la siguiente manera:

Mientras China pretende seducir e impresionar al mundo con el número de medallas olímpicas conseguidas, Rusia quiere impresionarle con la demostración de su superioridad militar. El poder blando de China frente al poder duro de Rusia: las preferencias de los dos países reflejan el grado tan distinto que tienen de confianza en sí mismos.

Pero por otra parte, también tenemos el ejemplo de América Latina con el poder blando, poniendo como referencia a Brasil y México y como estos tienen limitantes, precisamente como lo menciona Jonathan McClory, quien es Director General de Portland para Asia:

Aunque los dos presentan similitudes en su poder blando, una diferencia significativa entre Brasil y México es el papel que ha asumido el país sudamericano en el compromiso mundial. En el reporte, Brasil es considerado como un país con una responsabilidad de talla, mientras que México pierde influencia por su poca participación en asuntos mundiales. Esto es un factor clave de por qué Brasil se encuentra dentro de los 30 primeros países con poder blando a diferencia del resto de la región.

## Creando poder suave
Las principales fuentes de poder blando son los valores de los actores, cultura, políticas e instituciones y hasta cierto punto estas fuentes principales, como las llama Nye, son capaces de atraer o repeler a otros actores a “que quieran lo que tú deseas” en 2008, Nye aplicó el concepto de hard y soft power a liderazgos individuales en “The Powers to Lead”.

## Limitación
El poder blando ha sido criticado como inefectivo por autores como Niall Ferguson en el prefacio de Colossus. Los neorrealistas y otros autores racionalistas y neoracionalistas (con la excepción de Stephen Walt) descarta el poder blando al afirmar que los actores en las relaciones internacionales responden a solo dos tipos de incentivos: económicos y fuerza.
Como un concepto, puede ser difícil distinguir entre poder blando y poder duro. Por ejemplo, Janice Bially Mattern argumenta que el uso de la frase de George W. Bush “Estás con nosotros o contra nosotros” era de hecho un acto de poder duro. Aunque la fuerza militar y económica no era usada para presionar otros estados, para unirse a su coalición, un tipo de fuerza —fuerza representativa— era usada.  Este tipo de fuerza amenaza la identidad de los participantes, forzándolos a cumplir o a ser etiquetados como malos. Siendo este el caso, poder blando por consiguiente no es blando. Sin embargo, autores racionalistas reiteran ver esto como una “insinuada amenaza” y que las sanciones económicas o militares directas probablemente sean después del “contra nosotros”.

## Cuantificación y lista
Un estudio (Portland, 2015) ha cuantificado seis factores de "poder blando" (digitalización, cultura, empresa, compromiso, educación y gobierno) para confeccionar una lista de 30 países ordenados de mayor a menor:
| Orden | País            | Puntuación atribuida |
| ----- | --------------- | -------------------- |
| 1.    | Reino Unido     | (75.61)              |
| 2.    | Alemania        | (73.89)              |
| 3.    | Estados Unidos  | (73.68)              |
| 4.    | Francia         | (73.64)              |
| 5.    | Canadá          | (71.71)              |
| 6.    | Australia       | (68.92)              |
| 7.    | Suiza           | (67.52)              |
| 8.    | Japón           | (66.86)              |
| 9.    | Suecia          | (66.49)              |
| 10.   | Países Bajos    | (65.21)              |
| 11.   | Dinamarca       | (63.20)              |
| 12.   | Italia          | (63.09)              |
| 13.   | Austria         | (62.00)              |
| 14.   | España          | (61.70)              |
| 15.   | Finlandia       | (60.19)              |
| 16.   | Nueva Zelanda   | (60.00)              |
| 17.   | Bélgica         | (58.85)              |
| 18.   | Noruega         | (57.96)              |
| 19.   | Irlanda         | (55.61)              |
| 20.   | Corea del Sur   | (54.32)              |
| 21.   | Singapur        | (52.50)              |
| 22.   | Portugal        | (48.97)              |
| 23.   | Brasil          | (46.63)              |
| 24.   | Polonia         | (46.50)              |
| 25.   | Grecia          | (45.73)              |
| 26.   | Israel          | (44.51)              |
| 27.   | República Checa | (43.26)              |
| 28.   | Turquía         | (42.55)              |
| 29.   | México          | (42.52)              |
| 30.   | China           | (40.85)              |